# Gary Peacock
Gary Peacock, född 12 maj 1935 i Burley, Idaho, död 4 september 2020 i New York, var en amerikansk jazzbasist.
Efter militärtjänstgöring i Tyskland i början av 1960-talet arbetade Peacock på västkusten med Barney Kessell, Bud Shank, Paul Bley och Art Pepper, och senare flyttade han till New York. Där spelade han med Bley, Bill Evans Trio (med Paul Motian) och Albert Ayler's Trio med Sunny Murray. Han var även med på några liveframträdanden med Miles Davis, som tillfällig ersättare för Ron Carter.
I slutet av 1960-talet tillbringade Peacock en tid i Japan då han lade musiken åt sidan för istället studera zen-filosofi. Efter att han återvänt till USA år 1972 studerade han biologi vid University of Washington i Seattle, och undervisade musikteori vid Cornish College of the Arts från 1976 till 1983.
1983 gick han med i Keith Jarretts Standards Trio med Jack DeJohnette (de tre musikerna hade tidigare spelat in Tales of Another (1977) för ECM Records, under Peacocks ledarskap). Trion fortsätter att framträda och spela in runtom i världen. De har spelat tillsammans i ungefär 25 år och Jarrett, Peacock och DeJohnette har utvecklat ett rykte som en av de mest anmärkningsvärda jazztrios i modern tid.

## Diskografi

### As leader
- 1970 – Eastward med Masabumi Kikuchi, Hiroshi Murakami
- 1971 – Voices med Masabumi Kikuchi, Hiroshi Murakami, Masahiko Togashi
- 1977 – Tales of Another
- 1978 – December Poems med Jan Garbarek
- 1980 – Shift in the Wind med Art Lande, Eliot Zigmund
- 1981 – Voice from the Past – Paradigm med Tomasz Stańko, Jan Garbarek, Jack DeJohnette
- 1987 – Guamba med Palle Mikkelborg, Jan Garbarek, Peter Erskine
- 1989 – Partners med Paul Bley
- 1993 – Oracle med Ralph Towner
- 1994 – Just So Happen med Bill Frisell
- 1995 – A Closer View med Ralph Towner
- 2005 – Now This med Marc Copland, Joey Baron

Med Tethered Moon (Trio med Masabumi Kikuchi och Paul Motian)
- 1990 – First Meeting
- 1992 – Tethered Moon
- 1993 – Triangle
- 1995 – Tethered Moon Play Kurt Weill
- 1999 – Chansons d'Édith Piaf
- 2004 – Experiencing Tosca